# Candidatus Sukunaarchaeum mirabile
Candidatus Sukunaarchaeum mirabile (nom provisional) és una espècie d'arqueus de la qual només es coneix l'ADN, però que ja presenta diverses particularitats: és un holoparàsit del dinoflagel·lat Citharistes regius (és el primer arqueus paràsit coneguda) i el seu ADN, el més petit conegut per a un arqueu, només codifica proteïnes necessàries per a la seva reproducció.

## Descobriment i denominació
L'ADN de Sukunaarchaeum mirabile es va descobrir el 2024 durant una cerca sistemàtica d'ADN contingut a les cèl·lules de Citharistes regius, que alberguen cianobacteris simbiòtics i bacteris paràsits.
El nom proposat per al gènere, Sukunaarchaeum, és una referència a Sukunabikona («petit senyor famós»), una petita deïtat xintoista associada a les aigües termals. L'epítet específic, «mirabile», significa «sorprenent, admirable, meravellós».

## Característiques
L'ADN de Sukunaarchaeum mirabile es presenta com una molècula circular que comprèn 238 parells de quilobases (kbp), menys de la meitat de la mida de l'ADN arqueal més petit conegut anteriorment. Aquest genoma no té gairebé totes les vies metabòliques recognoscibles i codifica principalment els mecanismes de replicació, transcripció i traducció de l'ADN. Això suggereix un nivell sense precedents de dependència metabòlica de l'hoste, una condició que desafia les distincions funcionals entre la vida cel·lular mínima i els virus. Amb només dos gens ribosòmics, però, aparentment depèn de la maquinària ribosòmica del seu hoste per reproduir-se.
El genoma de Sukunaarchaeum mirabile té una taxa d'enllaç GC del 28,9% i conté 222 gens, que codifiquen 2 ARN ribosòmics, 31 ARN de transferència i 189 proteïnes. Només cinc d'aquestes proteïnes no estan relacionades amb la replicació del genoma, incloent-hi quatre que probablement serveixen per integrar molècules hostes i una de funció desconeguda.

## Filogènia
Les anàlisis filogenètiques situen el gènere Sukunaarchaeum a un nivell profundament basal de l'arbre arqueal. Les seqüències d'ADN ambiental indiquen que les seqüències estretament relacionades amb Sukunaarchaeum formen un clade divers, anteriorment descuidat en estudis microbians. El descobriment de Sukunaarchaeum empeny els límits convencionals de la vida cel·lular i descobreix novetats biològiques inexplorades en les interaccions microbianes, cosa que suggereix que una exploració més profunda dels sistemes simbiòtics pot revelar formes de vida encara més extraordinàries capaces de remodelar la nostra comprensió de l'evolució cel·lular.